# Resonator
Resonator — пятый студийный альбом американского музыканта Тони Левина, выпущенный 4 апреля 2006 в цифровом формате и на CD на лейбле Narada.

## Описание
«Resonator» — первый альбом Левина, на котором представлены песни с его текстами и с его собственным вокалом. Помимо его песен на альбоме представлена прог-рок версия «Танца с саблями» Арама Хачатуряна и инструментальная композиция «Shadowland», написанная Левиным совместно с другими участниками записи. Один из треков — «What Would Jimi Do?» — посвящён Джими Хендриксу.

## Список композиций
Слова и музыка всех песен — Тони Левин, кроме «Shadowland» —  Ларри Фаст, Джесси Гресс, Пит Левин, Тони Левин, Джерри Маротта и «Sabre Dance» — Арам Хачатурян.
| №   | Название               | Длительность |
| --- | ---------------------- | ------------ |
| 1.  | «Break It Down»        | 7:02         |
| 2.  | «Places to Go»         | 5:47         |
| 3.  | «Throw the God a Bone» | 5:25         |
| 4.  | «Utopia»               | 6:21         |
| 5.  | «Beyond My Reach»      | 5:16         |
| 6.  | «Shadowland»           | 4:58         |
| 7.  | «Crisis of Faith»      | 2:10         |
| 8.  | «What Would Jimi Do?»  | 4:34         |
| 9.  | «Sabre Dance»          | 5:07         |
| 10. | «Fragile as a Song»    | 4:31         |

## Участники записи
- Тони Левин — вокал, виолончель, фортепиано, клавишные, бас-гитара, стик
- Джерри Маротта — ударные, бэк-вокал
- Пит Левин — фортепиано, орган
- Ларри Фаст — синтезатор
- Джесси Гресс — гитара, бэк-вокал
- Эдриан Белью — гитара в «Throw The God A Bone»
- Стив Люкатер — гитара в «Utopia»